# Lower Saloum
Il distretto di Lower Saloum è un distretto del Gambia nella Divisione del Central River con  13.524 abitanti al censimento del 2003.

## Società

### Evoluzione demografica
In base ai dati del censimento 1993 la popolazione del distretto era così suddivisa dal punto di vista etnico:
| Etnia       | Abitanti | %     |
| ----------- | -------- | ----- |
| Mandingo    | 1.966    | 15,88 |
| Fulani      | 3.607    | 29,13 |
| Wolof       | 6.231    | 50,33 |
| Jola        | 67       | 0,54  |
| Serahule    | 83       | 0,67  |
| Altre etnie | 427      | 3,45  |